# Ожембловский, Михаил
Михаил Ожембло́вский (пол. Michał Oziębłowski, 28 сентября 1900, Издебно-Косьцельне, Мазовецкое воеводство — 31 июля 1942, Дахау, Бавария) — блаженный Римско-католической церкви, священник, мученик.

## Биография
В 1922 году Михаил Ожембловский поступил в Высшую Духовную семинарию в Варшаве, однако из-за болезни был вынужден оставить обучение. В 1934 году вновь поступил в семинарию. В 1938 году был рукоположен в священника, после чего служил викарием в приходе св. Лаврентия в Кутне. После начала Второй мировой войны был арестован немецкими оккупационными властями и отправлен в концентрационный лагерь Дахау, где погиб 31 июля 1942 года. Его концентрационный номер — 28201.

## Прославление
13 июня 1999 года Михаил Ожембловский был беатифицирован Римским папой Иоанном Павлом II в группе 108 блаженных польских мучеников.
День памяти в Католической церкви — 12 июня.